# Ланс-наїк

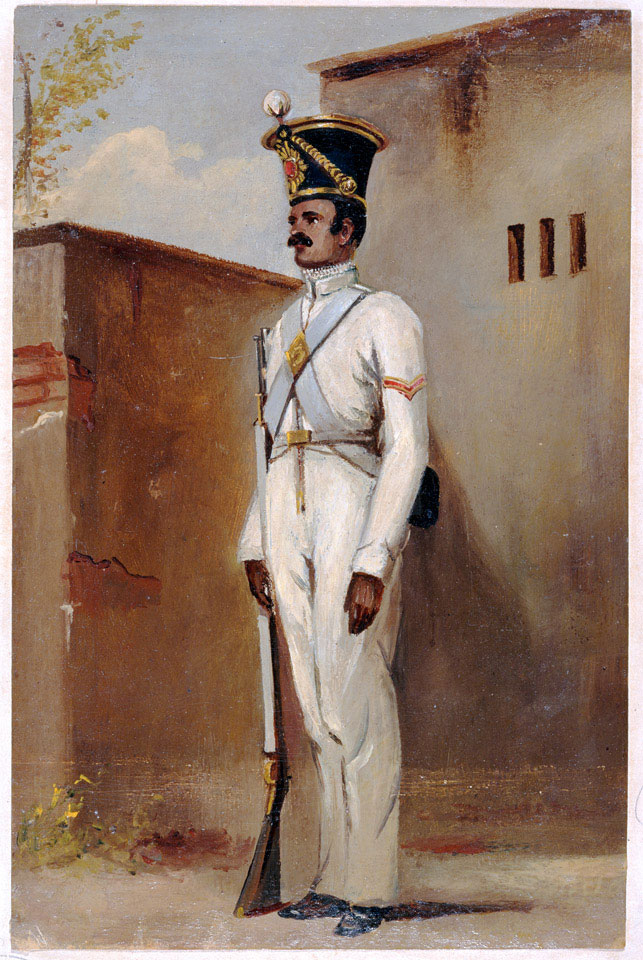
Картина 1842 року із зображенням ланс-наїка з 65-го Бенгальського тубільного піхотного полку (добровольців) роботи Алекса Хантера

Знаки розрізнення ланс-наїка Індійської армії

Ланс-наїк (Л/Нк) — еквівалент звання молодший капрал в індійській та пакистанській арміях, а до 1947 року — в Британській Індійській армії, що знаходиться нижче наїка. У кавалерійських частинах еквівалентом є виконуючий обов'язки ланс-даффадара. Як і британські молодші капрали, кожен носить один знак розрізнення у вигляді шеврона.